# Daniel Noin
Daniel Noin, né le 2 mars 1930 à Écouen, et mort le 26 décembre 2021 à Caen,, est un géographe français, professeur émérite à l'université Paris I.

## Biographie
Ancien élève de l'École normale supérieure de Saint-Cloud (1951-1955) et agrégé de géographie, il obtient un doctorat d'État en lettres et sciences-humaines (1977). Professeur au lycée Montesquieu à Bordeaux (1955), puis au lycée Moulay Hassan à Casablanca (1957-1962), il est chargé de cours à l'université de Rabat (Maroc) avant d'être élu maître-assistant à l'Université de Poitiers (1969-1970) puis à l'Université de Rouen jusqu'en 1973, date à laquelle il est élu professeur à l'Université de Paris I Panthéon-Sorbonne en tant que spécialiste des questions de population. En 1975, il crée avec Michèle Béguin le DESS de cartographie thématique. Il a assuré les fonctions de directeur du département de géographie de l'Université de Paris I (1973-1977), de vice-président de l'Université de Paris I (1981-1982) et de président du jury de l'agrégation de géographie de 1993 à 1995. En septembre 1995, il devient professeur émérite.
Il est président honoraire de la commission Population de l'Union géographique internationale depuis 1988. Il a assuré les fonctions de président du Comité de rédaction de la revue Espace, populations, sociétés de 1984 à 1994, a été membre de la Commission « Populations et Environnement » de l'Union internationale pour l’Étude scientifique de la population de 1990 à 1994 et a été le coordonnateur d'une équipe de recherche au Laboratoire de Géographie Humaine, puis au Laboratoire Strates, Université de Paris I/ CNRS de 1973 à 1990.
Il a coorganisé huit conférences internationales (Londres (1986), Kiel (1989), Beijing (1990), Varsovie (1991), Los Angeles (1992), Ljubljana (1993), Amman (1994) et Pretoria (1995)).

## Publications
- 1983 : La transition démographique dans le monde, PUF, 214 p.
- 1994 : Géographie de la population, Armand Colin, 281 p. (7e édition 2005)
- 1995 : La population de la France, avec Yvan Chauviré, Armand Colin, 250 p. (7e édition 2004)
- 1995 : Atlas de la population mondiale, Reclus, 160 p. (2e édition 1996)
- 1997 : L'humanité sur la planète (Éditions Unesco, 1997)
- 1999 : Le nouvel espace français, avec Geneviève Decroix, Armand Colin, 250 p. (5e édition 2009)
- 2000 : La France des régions, Armand Colin, 95 p. (2e édition 2004)